# Isola d'Ulva
L'isola di Ulva (in gaelico scozzese Ulbha/Eilean Ulbha) è una delle isole Ebridi Interne. Amministrativamente è compresa nell'area di Argyll e Bute ed ha 16 abitanti.